# Denis Spitsov
Denis Sergeyevich Spitsov (født 16. august 1996) er en russisk langrendsløber, der konkurrerer internationalt.
Spitsov debuterede i verdensmesterskabet i Davos , Schweiz den 9. december 2017. Han deltog ved vinter-OL 2018, hvor han vandt bronzemedalje i 15 km intervalløb, to sølvmedaljer i holdsprint (med Alexander Bolshunov) og herrestafet. Spitsov blev også nummer fire i 30 km skiathlon.